# کوزوجاک (جیحان)
کوزوجاک (به ترکی استانبولی: Kuzucak) (به کردی: Salihiye) یک منطقهٔ مسکونی در ترکیه است که در جیحان واقع شده‌است.